# Гадісов Абдусалам Маматханович
Абдусалам Маматханович Гадісов (рос. Абдусалам Маматханович Гадисов; нар. 26 березня 1989, Махачкала) — російський борець вільного  стилю, переможецт та срібний призер чемпіонатів світу, дворазовий чемпіон Європи, бронзовий призер Кубку світу, бронзовий призер Європейських ігор, учасник Олімпійських ігор. Майстер спорту Росії міжнародного класу з вільної боротьби.

## Біографія
Спочатку відвідував секції ушу-саньда та кікбоксингу. Вільною боротьбою займається з 1999 року. Був чемпіоном світу серед юніорів 2008 року. Чемпіон Росії 2012, 2014 та 2015 років, срібний призер 2013 року, бронзовий призер 2011 року.
Закінчив Махачкалинську філію Ростовського державного економічного університету.

## Спортивні результати на міжнародних змаганнях

### Виступи на Олімпіадах
| Змагання                    | Збірна | Вагова категорія          | Місце |
| --------------------------- | ------ | ------------------------- | ----- |
| Літні Олімпійські ігри 2012 | Росія  | вільна боротьба, до 96 кг | 9     |

### Виступи на Чемпіонатах світу
| Змагання                        | Збірна | Вагова категорія          | Місце  |
| ------------------------------- | ------ | ------------------------- | ------ |
| Чемпіонат світу з боротьби 2009 | Росія  | вільна боротьба, до 84 кг | 5      |
| Чемпіонат світу з боротьби 2014 | Росія  | вільна боротьба, до 97 кг | Золото |
| Чемпіонат світу з боротьби 2015 | Росія  | вільна боротьба, до 97 кг | Срібло |

### Виступи на Чемпіонатах Європи
| Змагання                         | Збірна | Вагова категорія          | Місце  |
| -------------------------------- | ------ | ------------------------- | ------ |
| Чемпіонат Європи з боротьби 2012 | Росія  | вільна боротьба, до 96 кг | Золото |
| Чемпіонат Європи з боротьби 2014 | Росія  | вільна боротьба, до 97 кг | Золото |

### Виступи на Європейських іграх
| Змагання              | Збірна | Вагова категорія          | Місце  |
| --------------------- | ------ | ------------------------- | ------ |
| Європейські ігри 2015 | Росія  | вільна боротьба, до 97 кг | Бронза |

### Виступи на Кубках світу
| Змагання                    | Збірна | Вагова категорія          | Місце  |
| --------------------------- | ------ | ------------------------- | ------ |
| Кубок світу з боротьби 2010 | Росія  | вільна боротьба, до 84 кг | Бронза |
| Кубок світу з боротьби 2016 | Росія  | вільна боротьба, до 97 кг | Срібло |

### Виступи на інших змаганнях
| Змагання                                                    | Збірна | Вагова категорія          | Місце  |
| ----------------------------------------------------------- | ------ | ------------------------- | ------ |
| Золотий Гран-прі з боротьби 2010 (Красноярськ)              | Росія  | вільна боротьба, до 84 кг | Золото |
| Золотий Гран-прі з боротьби 2011 (Красноярськ)              | Росія  | вільна боротьба, до 84 кг | Бронза |
| Меморіал Вацлава Циолковського 2011                         | Росія  | вільна боротьба, до 96 кг | Золото |
| Золотий Гран-прі з боротьби 2012 (Красноярськ)              | Росія  | вільна боротьба, до 96 кг | Золото |
| Олімпійський кваліфікаційний турнір з боротьби 2012 (Софія) | Росія  | вільна боротьба, до 96 кг | Золото |
| Турнір Алі Алієва 2012                                      | Росія  | вільна боротьба, до 96 кг | Золото |
| Гран-прі «Іван Яригін» 2013                                 | Росія  | вільна боротьба, до 96 кг | Бронза |
| Турнір Алі Алієва 2013                                      | Росія  | вільна боротьба, до 96 кг | Золото |
| Літня Універсіада 2013                                      | Росія  | вільна боротьба, до 96 кг | Золото |
| Всесвітні ігри бойових мистецтв 2013                        | Росія  | вільна боротьба, до 96 кг | Золото |
| Гран-прі «Іван Яригін» 2014                                 | Росія  | вільна боротьба, до 97 кг | Золото |
| Турнір Яшара Догу 2015                                      | Росія  | вільна боротьба, до 97 кг | Золото |
| Турнір Олександра Медведя 2016                              | Росія  | вільна боротьба, до 97 кг | 5      |
| Кубок Президента Бурятської Республіки з боротьби 2016      | Росія  | вільна боротьба, до 97 кг | Золото |
| Чемпіонат світу з боротьби серед військовослужбовців 2016   | Росія  | вільна боротьба, до 97 кг | Золото |
| Золотий Гран-прі з боротьби 2016                            | Росія  | вільна боротьба, до 97 кг | Золото |
| Міжнародний турнір Дінмухамеда Кунаєва 2016                 | Росія  | вільна боротьба, до 97 кг | 5      |
| Pro Wrestling League 2017                                   | Росія  | команда                   | Срібло |

### Виступи на змаганнях молодших вікових груп
| Змагання                                      | Збірна | Вагова категорія          | Місце  |
| --------------------------------------------- | ------ | ------------------------- | ------ |
| Чемпіонат світу з боротьби серед юніорів 2008 | Росія  | вільна боротьба, до 84 кг | Золото |